# Edberg (Alberta)
Pour les articles homonymes, voir Edberg.
Edberg est un village (village) du Comté de Camrose, situé dans la province canadienne d'Alberta.

## Démographie
En tant que localité désignée dans le recensement de 2011, Edberg a une population de 168 habitants dans 68 de ses 70 logements, soit une variation de 8.4% avec la population de 2006. Avec une superficie de 0,356 8 km2, village possède une densité de population de 470,852 0 hab/km2 en 2011.
Concernant le recensement de 2006, Edberg abritait 155 habitants dans 62 de ses 63 logements. Avec une superficie de 0,356 8 km2, village possédait une densité de population de 434,4 hab/km2 en 2006.
| 2001 | 2006 | 2011 | 2016 |
| ---- | ---- | ---- | ---- |
| 150  | 155  | 168  | 151  |